# Чадська федерація футболу
Ча́дська федера́ція з футбо́лу (англ. Chadian football association, фр. Fédération Tchadienne de Football) — організація, що здійснює контроль та управління футболом у Чаді. Розташовується в столиці держави — Нджамені. ЧФФ заснована у 1962 році, вступила до ФІФА та до КАФ у 1964 році. 1978 року приєдналася також до УНІФФАК. Федерація організує діяльність та управляє національною та молодіжними збірними. Під егідою федерації проводиться чемпіонат країни та багато інших змагань. Жіночий футбол у Чаді на стадії розвитку.